# ライ麦畑でつかまえて
『ライ麦畑でつかまえて』（ライむぎばたけでつかまえて, 英: The Catcher in the Rye）は、J・D・サリンジャーによる長編小説。1951年7月16日にリトル・ブラウン社から出版された。日本語訳版の題名としてはこの最も広く知られたものの他にも、『ライ麦畑の捕手』（ライむぎばたけのほしゅ）、『キャッチャー・イン・ザ・ライ』、『危険な年齢』（きけんなねんれい）などがある。
高校を放校となった17歳の少年ホールデン・コールフィールドがクリスマス前のニューヨークの街をめぐる物語。口語的な文体で社会の欺瞞に対し鬱屈を投げかける内容は時代を超えて若者の共感を呼び、青春小説の古典的名作として世界中で読み継がれている。

## あらすじ
物語は語り手であり主人公のホールデン・コールフィールドが西部の街の病院で療養中、去年のクリスマスの出来事を語るという形式で叙述される。ホールデンはプレップスクールであるペンシー校から成績不良で退学処分を受ける。ホールデンはフットボールの試合を観戦せずに、歴史教師のスペンサー先生に別れの挨拶に行くが、酷い内容の答案を読み上げられうんざりする。その後、寮に戻り、隣の部屋に住むにきびだらけの男アックリーや、ルームメイトのストラドレイターと会話し、ストラドレイターから作文の宿題の代筆を頼まれる。ストラドレイターはジェーン・ギャラハーという、ホールデンが一昨年の夏に親しくしていた女の子とデートするために出て行く。ホールデンは食事をとった後、白血病で死んだ弟のアリーの野球ミットについて作文に書く。デートから帰ってきたストラドレイターは作文に文句を付け、ジェーン・ギャラハーのことで興奮していたホールデンと喧嘩になり、ホールデンは殴られて鼻血を出す。気がめいったホールデンは学校を追い出される前に自分からここを出て行くことを決める。
ニューヨークに向かう電車の中、ホールデンはモロウというペンシーの同級生の感じのいい母親と乗り合わせるが、ホールデンは偽名を使い、脳に腫瘍ができていると嘘をつく。ニューヨークにつくとホテルを取り、ロビーでシアトルから旅行に来ていたミーハーな女の子たちとダンスしたり、ナイトクラブでピアノ演奏を聴くが、会う人間たちの俗物性に嫌気が差し、ますます気分が落ち込む。ホテルに戻るとエレベーター係の男に娼婦を買わないかと持ちかけられ、5ドルで了承すると、サニーという女の子が部屋にやってくるが、やはり気が滅入り、会話だけして帰らせる。しばらくするとエレベーター係が部屋にやってきて、代金は10ドルだと言いがかりを付けられ、反抗したホールデンはまたしても殴られる。
翌朝、ホールデンは女友達のサリーに電話してデートの約束を取り付ける。朝食をとっていると、感じのいい二人の尼僧と隣り合い、『ロミオとジュリエット』について話し、10ドルを寄付する。その後、道で小さな子供が「ライ麦畑で誰かが誰かを捕まえたら（If a body catch a body coming through the rye.）」という唄を歌うのを目にし、少し気分が晴れる。セントラルパークに向かったのち、サリーと待ち合わせて、ブロードウェイでラント夫人の出演する演劇を観るが、役者や観客の欺瞞に辟易する。その後、ホールデンとサリーはリンクに行きアイススケートをする。ホールデンは突然、今から二人で田舎にいってそこで結婚して自給自足の生活を送ろうと持ちかけるが、サリーにはまったく相手にされず、「スカスカ女」と言ってひどく怒らせてしまう。サリーと別れたホールデンは、映画を観たり、かつて高校で指導係だったカール・ルースと会って会話するが、ますます気分は落ち込んでいき、一度家に帰って妹のフィービーに会うことにする。
家に帰ると両親は出かけており、フィービーの部屋で妹と再会する。放校になったことを知ると、フィービーは、ホールデンは「世の中のことすべてが気に入らない」のだと言う。ホールデンはそれを聞いて落ち込み、考えた末、自分がなりたいのは、ライ麦畑で遊んでいる子どもたちが、崖から落ちそうになったときに捕まえてあげる、ライ麦畑のキャッチャーのようなものだと言う。
| 「 | 「とにかくね、僕にはね、広いライ麦の畑やなんかがあってさ、そこで小さな子供たちが、みんなでなんかのゲームをしているとこが目に見えるんだよ。何千っていう子供たちがいるんだ。そしてあたりには誰もいない――誰もって大人はだよ――僕のほかにはね。で、僕はあぶない崖のふちに立ってるんだ。僕のやる仕事はね、誰でも崖から転がり落ちそうになったら、その子をつかまえることなんだ――つまり、子供たちは走ってるときにどこを通ってるかなんて見やしないだろう。そんなときに僕は、どっかから、さっととび出して行って、その子をつかまえてやらなきゃならないんだ。一日じゅう、それだけをやればいいんだな。ライ麦畑のつかまえ役、そういったものに僕はなりたいんだよ。馬鹿げてることは知ってるよ。でも、ほんとになりたいものといったら、それしかないね。馬鹿げてることは知ってるけどさ」野崎孝（訳）P.268 | 」 |

その後、両親が家に帰ってきたため、ホールデンは見つからないようにこっそり抜け出し、かつての高校の恩師であるアントリーニ先生の家を訪れる。アントリーニ先生はホールデンに助言を与えるが、ホールデンは強烈な眠気に襲われる。カウチで眠りにつくが、しばらくして目が覚めると、アントリーニ先生がホールデンの頭を撫でている。驚いたホールデンはすぐに身支度して、そのまま家を飛び出し、駅で夜を明かす。
翌朝、街を歩きながらホールデンは、森のそばに小屋を建て、聾唖者のふりをして、一人で世間から身を隠して暮らそうと考える。別れを告げるためにフィービーにもう一度会うが、フィービーは自分もホールデンに付いていくと言う。ホールデンは拒否するが、フィービーも譲らず、険悪な雰囲気のまま動物園に入るが、そこの回転木馬に乗ったフィービーを降りだした雨の中で眺めたとき、ホールデンは強い幸福感を覚える。

## 解説
ホールデンは社会や大人の欺瞞や建前を「インチキ（phony）」として拒否し、その対極として、フィービーやアリー、子供たちといった純粋で無垢な存在を肯定する。その結果、社会や他者と折り合いがつけられず孤独を深めていく心理が、口語的な一人称の語りで描かれている。

## 社会への影響
ホールデンの言葉遣いや態度を、1954年、カリフォルニア州の教育委員会が問題とし、本書は学校や図書室から追放されることになった。21世紀においてもなお、アメリカ国内では思慮的な記述や、過度の暴力、性行為のシーンが問題視されることがある。

## 続編騒動
2009年6月1日、『ライ麦畑でつかまえて』の続編と称したスウェーデンの出版社から発売される予定の小説『60年後：ライ麦畑をやってきて（60 Years Later:Coming Through the Rye）』（著者は「J・D・カリフォルニア」名義、正体はフレドリック・コルティングというスウェーデンの作家で本書の出版社のオーナー）の米国内出版差し止めを求め、サリンジャーは作者と出版社を著作権侵害で提訴した。訴状でサリンジャーは、「知的財産を被告に使わせるつもりはない」「続編はパロディーでも批評でも批判でもない」としている。2009年7月1日、ニューヨーク連邦地方裁判所はアメリカ合衆国内での出版差し止めを命じた。それから約半年後、年が明けてすぐの2010年1月27日、サリンジャーは91歳で死去した。

## 日本語訳
- 『危険な年齢』橋本福夫訳、ダヴィッド社、1952年。初訳版で、著者表記は、J.D.サリンガー
- 『ライ麦畑でつかまえて』野崎孝訳、白水社〈新しい世界の文学 第20〉、1964年、新版1985年ほか エラー: 日付が正しく記入されていません。（説明）。
  - 『ライ麦畑でつかまえて』野崎孝訳、白水Uブックス（新書判）、1984年5月。ISBN 978-4560070512。
- 『ライ麦畑の捕手』繁尾久訳、英潮社、1967年、新版1992年ほか エラー: 日付が正しく記入されていません。（説明）。本書は原書注解
- 『キャッチャー・イン・ザ・ライ』村上春樹訳、白水社、2003年4月。ISBN 978-4560047644。
  - 『キャッチャー・イン・ザ・ライ』村上春樹訳、白水社 ペーパーバック・エディション（新書判）、2006年4月。ISBN 978-4560090008。

## 関連作品
- 赤ずきんちゃん気をつけて - 1969年の庄司薫の小説。本作との文体や作風の類似が指摘された。
- 陰謀のセオリー - 1997年の映画。洗脳された主人公が本書を買うことが作中のギミックになっている。
- 攻殻機動隊 STAND ALONE COMPLEX - 2002年のアニメ作品。本作からの引用が多く見られ、作中での架空の事件である『笑い男事件』では重要な鍵を握る。
- ウォールフラワー - 1999年のスティーブン・チョボスキーの小説、及びそれを原作にした映画。高校生の主人公が読者に語りかけるような文体が本作と類似しており、「現代版キャッチャー・イン・ザ・ライ」とも評された。
- ライ麦畑で出会ったら - 2015年の映画。本作の舞台化を目指す高校生が、その許可を得るためにサリンジャーに会いに行こうとすることがストーリーの中心となっている。
- ライ麦畑の反逆児 ひとりぼっちのサリンジャー - 2019年の映画。1939年の華やかなニューヨーク。作家を志す20歳のサリンジャーは編集者バーネットと出会い短編を書き始める。だが太平洋戦争が勃発し、サリンジャーは戦争の最前線での地獄を経験することになる。数年後、苦しみながら完成させた初長編小説「ライ麦畑でつかまえて」は出版と同時にベストセラーとなり、サリンジャーは天才作家としてスターダムに押し上げられた。だが、彼は次第に世間の狂騒に背を向けるようになる。
- 天気の子 - 2019年の映画。東京まで家出した主人公の帆高が本書の邦訳『キャッチャー・イン・ザ・ライ (ペーパーバック・エディション)』を持ち歩いている描写があり、主人公と社会全体という対立にも類似性がある。